# Paradoxoglanis parvus
Paradoxoglanis parvus és una espècie de peix de la família dels malapterúrids i de l'ordre dels siluriformes.

## Morfologia
- Els mascles poden assolir 16,9 cm de llargària total.
- Nombre de vèrtebres: 37-41.[4]

## Distribució geogràfica
Es troba a Àfrica: conca del riu Congo.